# Daniel Bellqvist
Daniel Bellqvist, född 27 juli 1974 i Uppsala, är sångare i det svenska bandet Eskobar från Åkersberga.

## Uppväxt och musikalisk resa
Daniel Bellqvist föddes i Uppsala, men flyttade sitt första år med familjen till Täby och efter ett år till Åkersberga där han växte upp och tillbringade 18 år.
Hans musikaliska tidiga influens var hans morfar Gunnar Fritzinger som var folkmusiker och multiinstrumentalist. Genom morfadern fick han bland annat en elgitarr och en basgitarr med förstärkare. Efter en Lotto-vinst kunde han köpa sitt första trumset. Sedermera lärde han sig spela gitarr och bas och basen blev hans huvudinstrument under en lång period vilket han också spelade i olika band.
Daniel Bellqvist hade tidigt en kärlek till heavy metal-band som Kiss och Iron Maiden. Hans musiksmak gick i perioder av först hårdrock följt av syntmusik (Howard Jones, Kraftwerk, Koto) och sen hiphop (Public Enemy, Run Dmc, Stetsosonic etc), som varvades med breakdance.
Genom hiphopen började han rappa och producera låtar på sin Commodore Amiga. På svenska rappade han och producerade låtar med gruppen Total Defekt och i Los Angeles på engelska med gruppen Split Culturalities där en av medlemmarna var hans dåtida bästa kamrat Stefan Gordy, som senare blev mer känd som Redfoo i gruppen LMFAO.
När han kom hem från Los Angeles hörde han låten "Smells Like Teen Spirit" med Nirvana, vilken gjorde ett enormt intryck på honom. Han släppte sitt rappande och återgick till att spela sina traditionella instrument med olika grunge-aktiga grupper.
Han blev basist i gruppen Fish Or Fantasy och när gruppens sångare och trummis senare hoppade av började han sjunga lead-sång och hans och Frederiks Zälls växande intresse för gitarrpop som The Beatles, Oasis, Charlatans och Cast med flera, blev starten av gruppen Eskobar. I början, innan de hade fått sitt namn, var han basist i bandet, men efter att deras sångare hoppade av och de inte kunde hitta någon bättre, tog han över uppgiften som vokalist. Han har även skrivit låtar till andra artister, som till exempel Brolle Jr.